# Černý Dunajec
Černý Dunajec (polsky Czarny Dunajec, slovensky Čierny Dunajec) je 48 kilometrů dlouhá řeka v Malopolském vojvodství v Polsku, levá zdrojnice Dunajce v povodí Visly. Rozloha jejího povodí je 456 čtverečních kilometrů.

## Průběh toku
Vzniká soutokem potoků Siwa Woda a Kirowa Woda na severovýchodním úbočí Západních Tater pod Volovcem ve výšce 880 m n. m. na území obce Witów. Teče nejprve k severu dolinou Černého Dunajce a pak se stáčí na východ. V Ludźmierzi se do něj vlévá zleva ze severu Lepietnica a následně zprava z jihu Wielki Rogoźnik. Následně protéká Nowy Targ a na jeho východním konci vytváří soutokem s od jihu přitékajícím Bílým Dunajcem řeku Dunajec.

### Obce na toku
- Koscielisko
- Witów
- Chocholów
- Podczerwone
- Czarny Dunajec
- Ludźmierz
- Nowy Targ